# Zuid-Afrikaans rugbyteam (mannen)
Het Zuid-Afrikaans rugbyteam is een team van rugbyers dat Zuid-Afrika vertegenwoordigt in internationale wedstrijden. Het team wordt vaak de Springbokken genoemd. Het nationale rugbyteam van Zuid-Afrika is een van de beste rugbyteams van de wereld. Vanwege een sportboycot deed Zuid-Afrika niet mee aan de eerste twee edities van het wereldkampioenschap rugby. In 1995 mochten ze wel mee doen en zelfs organiseren. Zuid-Afrika wist in de finale te winnen van Nieuw-Zeeland met 15-12. Het winnen van dit wereldkampioenschap wordt gezien als een van de grootste momenten in de sportgeschiedenis van Zuid-Afrika. In 2007 werd de wereldtitel voor de tweede keer gewonnen en in 2019 voor de derde keer. Beide keren werd Engeland in de finale verslagen. De springbokken versloegen het Nieuw-Zeelandse team met 12-11 in de finale van het wereldkampioenschap rugby van 2023 in Frankrijk en werden daarmee het eerste team dat de titel vier keer won.  De springbokken spelen jaarlijks tegen Argentinië, Australië en Nieuw-Zeeland in Het Rugbykampioenschap.

## Geschiedenis

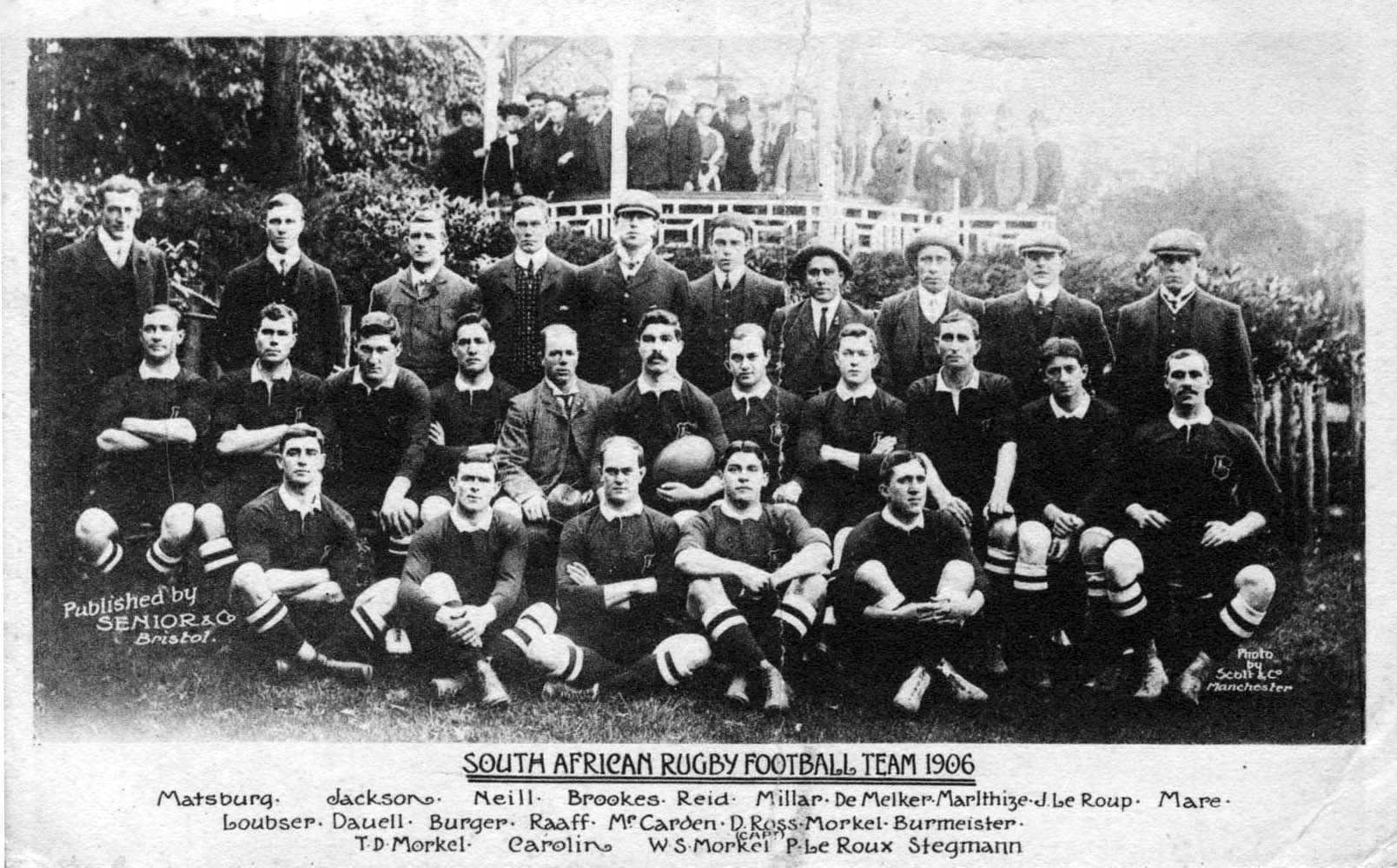
Het Zuid-Afrikaans rugbyteam in 1906

In 1891 organiseerde de British and Irish Lions een tournee door Zuid-Afrika. Op 30 juli speelden de Lions tegen een regionaal team, die ze met 4-0 wonnen. Deze wedstrijd, die gespeeld werd in Port Elizabeth, wordt gezien als de eerste interland van Zuid-Afrika, hoewel het land Zuid-Afrika toen nog niet bestond. Ook in 1896 en 1903 kwamen de Lions op tournee in Zuid-Afrika. De eerste winstpartij van Zuid-Afrika was op 5 september 1896, toen Zuid-Afrika in Kaapstad met 5-0 won van de Lions.
Door deze tournees van de Lions werd rugby populair in Zuid-Afrika, waardoor het niveau van het nationale team ook snel beter werd. Begin 20e eeuw ging Zuid-Afrika ook naar Europa om wedstrijden te spelen tegen verschillende nationale teams. Veel van deze wedstrijden werden gewonnen door Zuid-Afrika.
De goede resultaten van het Zuid-Afrikaans rugbyteam zetten zich door tot in de jaren zeventig. Een sterspeler uit deze tijd was Mannetjies Roux. In de jaren tachtig werd het nationale team echter geboycot door de internationale rugbybond vanwege de apartheidspolitiek in het land. Door deze boycot kon Zuid-Afrika geen interlands spelen totdat ze in 1992 werd opgeheven. Tot de jaren negentig had Zuid-Afrika tegen elk land vaker gewonnen dan verloren, maar in de jaren negentig worstelden ze om hun oude niveau weer te behalen.
In 1995 mocht Zuid-Afrika het wereldkampioenschap organiseren. Omdat Zuid-Afrika de vorige twee edities niet mee had kunnen doen, was er weinig hoop op een hoge klassering van het nationale team. Toch wist Zuid-Afrika in de finale te bereiken. De finale werd op 24 juni gehouden in het Ellispark in Johannesburg. Zuid-Afrika won de finale met 15-12 van Nieuw-Zeeland. Gehuld in een shirt van het nationale team overhandigde de (zwarte) president Nelson Mandela de beker aan de (blanke) aanvoerder Francois Pienaar. Deze winst van het wereldkampioenschap werd niet alleen gezien als een grootse sportprestatie, maar ook als een groots moment in de opbouw van de nationale trots.
Sinds eind jaren negentig wist Zuid-Afrika zijn status als topland weer te heroveren. In 2007 werd in Frankrijk op overtuigende wijze voor de tweede maal de Webb Ellis Cup gewonnen. In 2019 werd Zuid-Afrika in Japan voor een derde keer wereldkampioen, en opnieuw in 2023 in Frankrijk, en wordt er mee het eerste team dat de titel vier keer won.

## Tenue

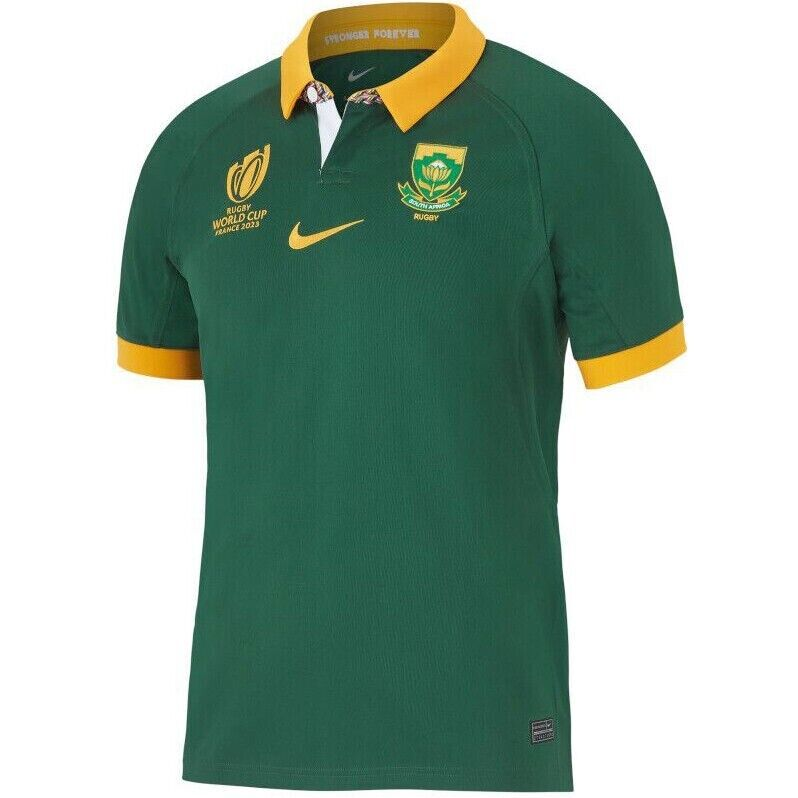
Het shirt van Zuid-Afrika in 2023

Het Zuid-Afrikaans rugbyteam speelt in groene shirts en kousen met een witte broek. Het shirt heeft traditiegetrouw een gouden kraag. Op de voorkant staat de naam van de sponsor. Het logo van de nationale rugbybond, in de vorm van een springbok, staat ook op het shirt. Dit symbool staat vaak ter discussie in Zuid-Afrika omdat het wordt geassocieerd met het apartheidsregime. In 1995 heeft Nelson Mandela er persoonlijk voor gezorgd dat de springbok gehandhaafd bleef op het shirt. Hij begreep hoe belangrijk dit symbool voor de rugbyliefhebbers in Zuid-Afrika is. Op het WK in 2011 werd de springbok verplaatst naar de mouw van het shirt aangezien de koningsprotea het nationale symbool is geworden en op de borst moet staan.

## Stadions
Het nationale team van Zuid-Afrika heeft geen vast stadion waarin gespeeld wordt. Het team speelt in verschillende stadions verspreid over het hele land. Het meest gebruikte stadion is Ellispark in Johannesburg, waar ook de finale van het wereldkampioenschap rugby 1995 werd gespeeld. Andere stadions waar regelmatig gespeeld wordt zijn Loftus Versfeld in Pretoria, Nuwelandstadion in Kaapstad, Kings Parkstadion in Durban, Vrystaatstadion in Bloemfontein en Nelson Mandelabaaistadion in Port Elizabeth.

## Wereldkampioenschappen
Zuid-Afrika heeft sinds 1995 aan elk wereldkampioenschap deelgenomen. Vanwege de bocycot als gevolg van het apartheidsregime mocht het niet aan eerdere toernooien deelnemen. Ze werden in eigen land kampioen in 1995, in Frankrijk in 2007 en in 2019 in Japan. 
- WK 1987: uitgesloten van deelname
- WK 1991: uitgesloten van deelname
- WK 1995: wereldkampioen
- WK 1999: derde
- WK 2003: kwartfinale
- WK 2007: wereldkampioen
- WK 2011: kwartfinale
- WK 2015: derde
- WK 2019: wereldkampioen
- WK 2023: wereldkampioen